# ماكس ياكوب (أستاذ جامعي)
ماكس جاكوب (بالألمانية: Max Jakob)‏ هو فيزيائي ألماني، ولد في 20 يوليو 1879 في لودفيغسهافن في ألمانيا، وتوفي في 4 يناير 1955 في شيكاغو في الولايات المتحدة.